# Anna Mary Dashwood
Lady Anna Mary Dashwood, marchesa di Ely (1790 – 6 settembre 1857), è stata una nobildonna inglese.

## Biografia
Era la figlia di Sir Henry Watkin Dashwood, III Baronetto, e di sua moglie, Mary Helen Graham.

## Matrimonio
Sposò, nel 1810, John Loftus, II marchese di Ely, figlio di Charles Loftus, I marchese di Elym e di sua moglie, Jane Myhill. Ebbero dieci figli, ma solo sette raggiunsero l'età adulta:
- Lady Charlotte Elizabeth Loftus (1811-11 settembre 1878), sposò William Tatton Egerton, I barone di Egerton, ebbero due figli;
- John Henry Loftus, III marchese di Ely (19 gennaio 1814-15 luglio 1857);
- Lord George William Loftus (11 maggio 1815-19 gennaio 1877), sposò Martha Fuller, non ebbero figli;
- reverendo Adam Loftus (13 maggio 1816-25 dicembre 1866), sposò Margaret Fannin, ebbero quattro figli;
- Lord Augustus William Frederick Spencer Loftus (4 ottobre 1817-7 marzo 1904), sposò Emma Maria Greville, ebbero cinque figli;
- Lord Henry Yorke Astley Loftus (9 aprile 1822-28 febbraio 1880), sposò Louisa Emma Maunsell, non ebbero figli;
- Lady Catherine Henrietta Maria Loftus (1828-22 febbraio 1908), sposò il capitano Arthur John Loftus, non ebbero figli.

## Morte
Morì il 6 settembre 1857.
| Controllo di autorità | VIAF (EN) 315694266 |